# Corpo forestale e di vigilanza ambientale (Sardegna)
Il Corpo forestale e di vigilanza ambientale (CFVA), è un corpo di polizia ambientale regionale ad ordinamento civile, con competenza specifica e limitata al territorio della Regione Sardegna. Il CFVA è specializzato nella difesa del patrimonio agroforestale e nella tutela dell'ambiente, del paesaggio e dell'ecosistema terrestre e marino, entro le acque territoriali. Il Corpo forestale e di vigilanza ambientale svolge attività di polizia giudiziaria e amministrativa ai sensi della vigente normativa nazionale e vigila sul rispetto della normativa regionale, nazionale e internazionale in materia di salvaguardia delle risorse forestali, agroambientali e paesaggistiche, tutela del patrimonio naturalistico e sicurezza agroalimentare, prevenendo e reprimendo gli illeciti connessi. Svolge inoltre, nell'ambito del territorio della Regione, le funzioni e i compiti già espletati in campo nazionale dal soppresso Corpo forestale dello Stato. È struttura operativa regionale di protezione civile.

## Organigramma
La direzione generale con i tre servizi centrali è ubicata a Cagliari mentre sette ispettorati periferici si trovano in importanti centri abitati dell'isola.
I 7 ispettorati hanno alle loro dipendenze, in totale, 82 stazioni forestali, 10 basi logistico-operative navali (Blon) e 11 basi elicotteristiche antincendio, tutte ubicate in posizione strategica, per circa 1.100 unità di personale. Nelle strutture del Corpo, ai vari livelli, operano dirigenti, ufficiali, ispettori, assistenti e agenti in possesso delle qualifiche di polizia giudiziaria e di pubblica sicurezza.
In particolare, il Corpo forestale e di vigilanza ambientale della Regione Sarda si articola in:
- una direzione generale con competenza generale in materia di programmazione, coordinamento e controllo degli interventi;
- 7 unità operative territoriali denominate Servizi territoriali ispettorati ripartimentali (STIR) con sede in Cagliari, Iglesias, Lanusei, Nuoro, Oristano, Sassari, Tempio Pausania[2];
- 82 stazioni forestali[3];
- 10 basi logistico-operative navali[4];
- 11 basi elicotteristiche antincendio.

Il CFVA conta un organico effettivo di 1.078 unità (dato aggiornato al 30 luglio 2024).

## Compiti istituzionali
Nel quadro della programmazione regionale, il Corpo forestale e di vigilanza ambientale esercita le funzioni che nelle altre regioni a statuto ordinario sono esercitate dal Comando unità forestali, ambientali e agroalimentari dell'Arma dei Carabinieri (CUFAA), inoltre ha mansioni sia di coordinamento che operative nella prevenzione e lotta agli incendi boschivi e in materia di protezione civile. Provvede in particolare alle seguenti funzioni:
- tutela tecnica ed economica dei boschi;
- tutela tecnica ed economica dei beni silvo-pastorali dei comuni e degli enti pubblici;
- tutela dei parchi, riserve, biotopi ed altre aree di particolare interesse naturalistico e paesaggistico individuate con leggi o provvedimenti amministrativi;
- tutela della flora e della vegetazione;
- tutela dei pascoli montani;

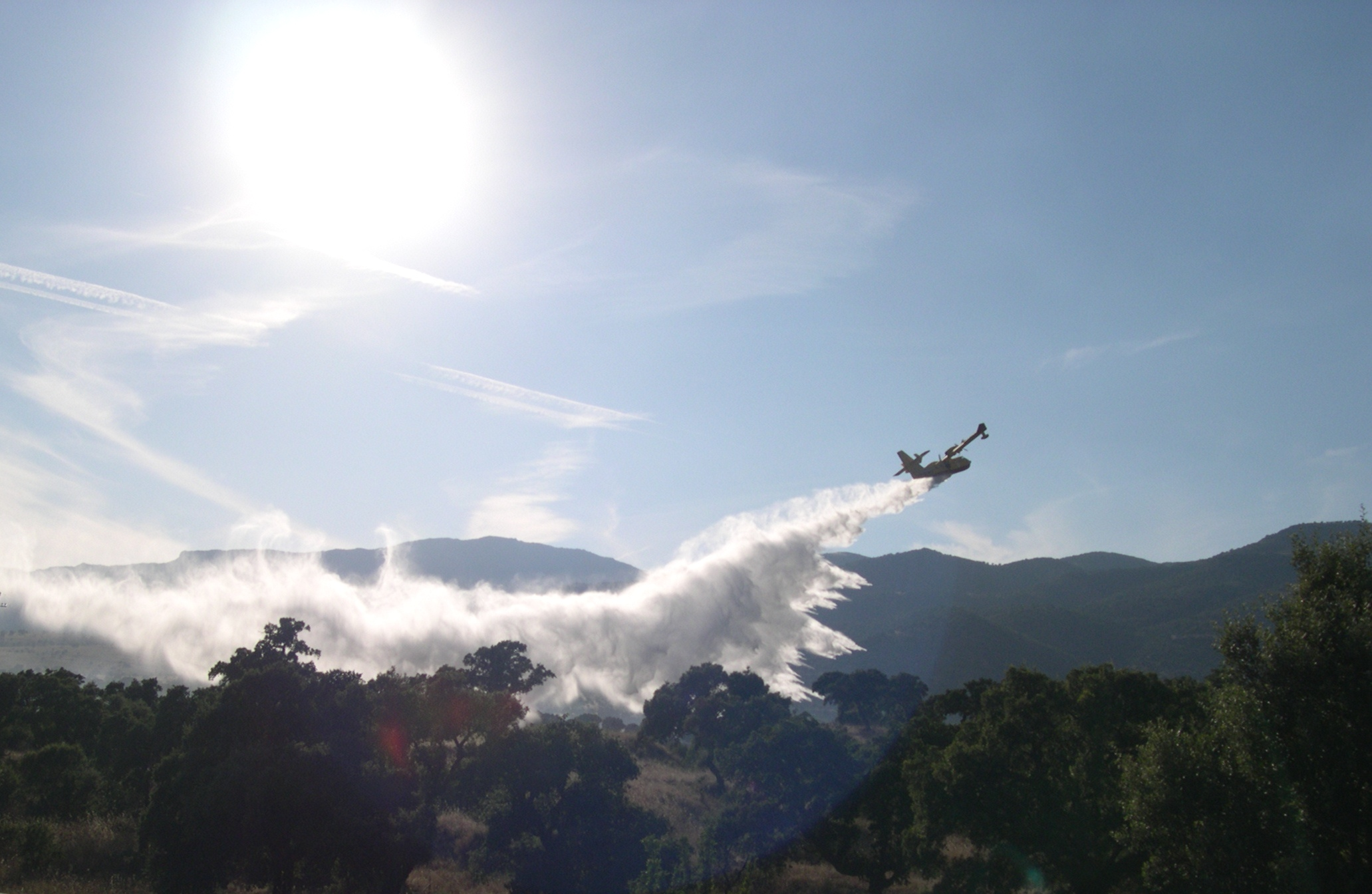
Un Canadair coordinato dal CFVA durante un intervento di spegnimento di un incendio boschivo.

- propaganda forestale e ambientale;
- istruttoria tecnica e supporto ai Comuni per il censimento degli alberi monumentali d'Italia
- difesa dei suolo dall'erosione;
- controllo dei semi e delle piantine forestali.

Al Corpo sono attribuiti compiti di vigilanza, prevenzione e repressione in particolare nelle seguenti materie:
- caccia;
- pesca nelle acque interne e marittime;
- incendi nei boschi e nelle aree extraurbane;
- polizia forestale;
- polizia fluviale e sulle pertinenze idrauliche;
- beni culturali;
- applicazione della normativa CITES, la Convenzione sul commercio internazionale delle specie minacciate di estinzione.
- inoltre esercita le attività di polizia giudiziaria in vari settori: polizia urbanistica e paesaggistica, stradale, della navigazione, idraulica, fluviale, sul ciclo rifiuti etc.

Il Corpo forestale e di vigilanza ambientale provvede inoltre alla statistica e all'inventario forestale e può predisporre studi sui problemi di interesse forestale e montano ai fini della difesa dei suolo, e avanzare proposte di soluzione agli organi competenti. Dal 2007 è componente fondamentale del sistema di Protezione civile regionale.

## Numero di pronto intervento

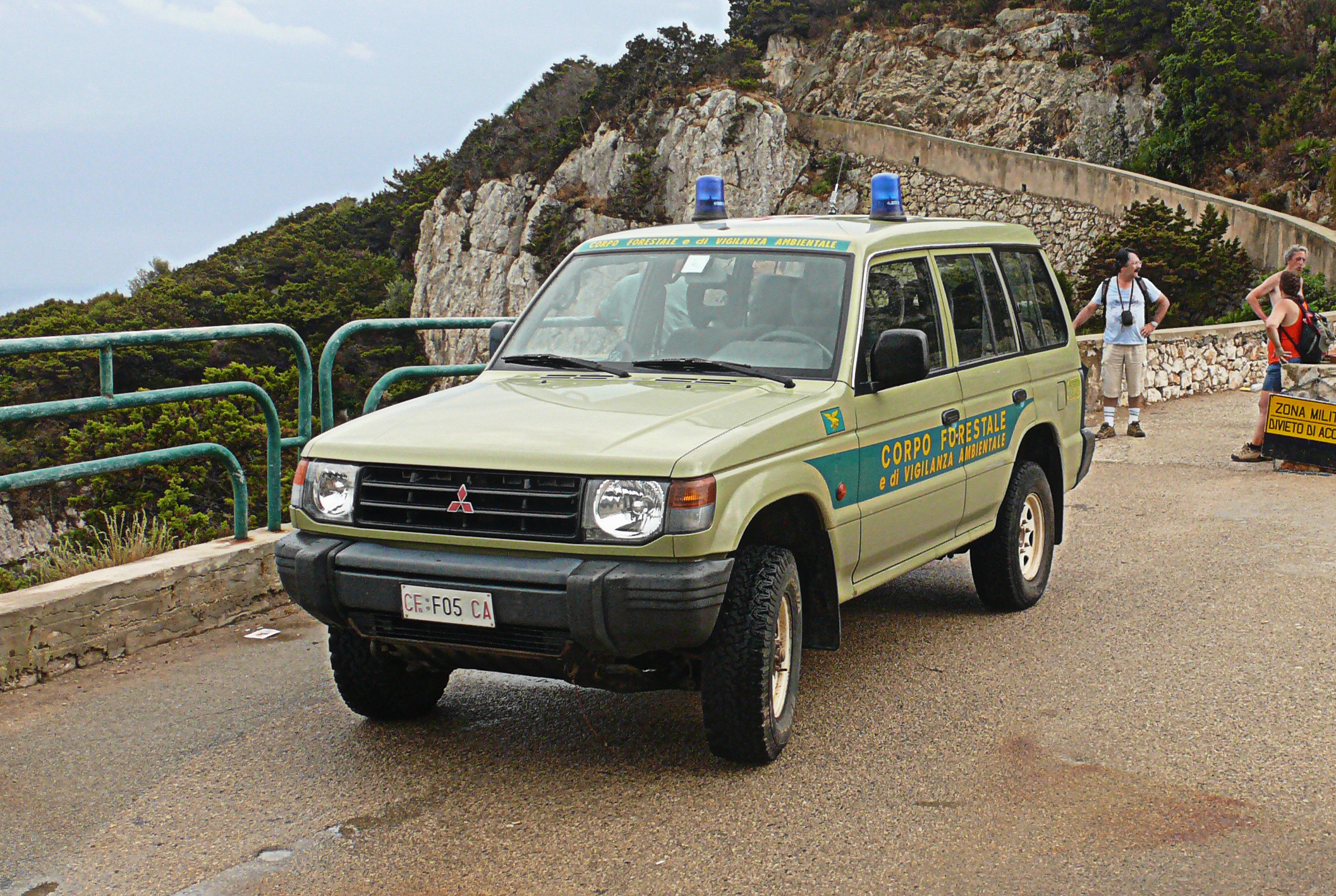

Il numero verde "1515" è un numero di emergenza ambientale gratuito di pubblica utilità, operante 24 ore su 24 e 365 giorni l'anno, realizzato con lo scopo di instaurare in Sardegna un rapporto diretto tra i cittadini ed il Corpo forestale e di vigilanza ambientale. Il numero permette di entrare in contatto con la "sala operativa regionale" al fine di comunicare e segnalare incendi boschivi ed ogni altra emergenza ambientale che richiede un pronto intervento.

## Fregi e mostreggiature

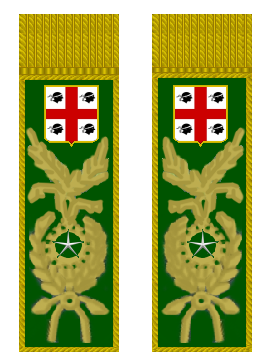
Alamari per giacca per il personale appartenente ai ruoli agenti e ispettori del CFVA
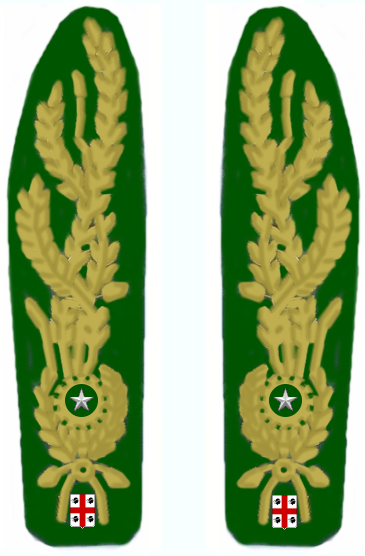
Alamari per giacca per il personale appartenente ai ruoli dirigenti e commissari del CFVA

## Qualifiche
Distintivi di qualifica del Corpo forestale e di vigilanza ambientale:
| Dirigente generale Capo del corpo forestale e di vigilanza ambientale (Dirigente superiore se ex Capo del Corpo in servizio) | Dirigente |

| Commissario superiore | Commissario capo | Commissario | Vice commissario |

| Ispettore superiore | Ispettore capo | Ispettore |

| Assistente capo | Assistente | Agente |

## Le stazioni forestali e i comuni appartenenti alle rispettive giurisdizioni
| Servizio territoriale ispettorato ripartimentale di Cagliari        | Servizio territoriale ispettorato ripartimentale di Cagliari |
| ------------------------------------------------------------------- | --- |
| Barumini                                                            | Barumini, Genuri, Gesturi, Las Plassas, Pauli Arbarei, Setzu, Siddi, Tuili, Turri, Ussaramanna, Villamar, Villanovafranca                                              |
| Cagliari                                                            | "Molentargius", Cagliari |
| Campu Omu (Burcei)                                                  | Burcei, Sinnai (parte), San Vito (parte) |
| Castiadas                                                           | Castiadas, Maracalagonis (parte), Sinnai (parte), San Vito (parte), Villasimius                                                                                        |
| Dolianova                                                           | Dolianova (parte), Donori, Monastir, Nuraminis, San Sperate, Serdiana, Sestu, Ussana                                                                                   |
| Guspini                                                             | Guspini, Arbus, Gonnosfanadiga (parte), Pabillonis |
| Villaputzu                                                          | Muravera, San Vito (parte), Villaputzu |
| Pula                                                                | Pula, Domus de Maria (parte), Sarroch, Villa San Pietro |
| Sanluri                                                             | Sanluri, Collinas, Furtei, Lunamatrona, Samassi, San Gavino Monreale, Sardara, Segariu, Serramanna, Serrenti, Villanovaforru, Villasor                                 |
| San Nicolo Gerrei                                                   | San Nicolò Gerrei, Armungia, Ballao, Goni, Silius, Villasalto |
| Senorbì                                                             | Senorbì, Barrali, Gesico, Guamaggiore, Guasila, Mandas, Ortacesus, Pimentel, Samatzai, San Basilio, Sant'Andrea Frius, Selegas, Siurgus Donigala, Suelli               |
| Sinnai                                                              | Sinnai (parte), Dolianova (parte), Maracalagonis (parte), Quartucciu, Quartu Sant'Elena, Selargius, Settimo San Pietro, Monserrato, Soleminis                          |
| Teulada                                                             | Teulada, Domus de Maria (parte) |
| Uta                                                                 | Assemini, Capoterra, Decimomannu, Decimoputzu, Uta, Villaspeciosa |
| Villacidro                                                          | Villacidro, Gonnosfanadiga (parte), Vallermosa |
| Servizio territoriale ispettorato ripartimentale di Iglesias        | |
| Carbonia                                                            | Carbonia, Narcao, Perdaxius, Tratalias |
| Fluminimaggiore                                                     | Fluminimaggiore (parte), Buggerru |
| Iglesias                                                            | Iglesias, Domusnovas, Fluminimaggiore (parte), Gonnesa |
| Pantaleo (Santadi)                                                  | Santadi, Nuxis, Piscinas, Villaperuccio |
| Sant'Antioco                                                        | Calasetta, Carloforte, Giba, Masainas, Portoscuso, San Giovanni Suergiu, Sant'Anna Arresi, Sant'Antioco                                                                |
| Siliqua                                                             | Siliqua, Musei, Villamassargia |
| Servizio territoriale ispettorato ripartimentale di Lanusei         | |
| Baunei                                                              | Baunei, Triei, Urzulei |
| Jerzu                                                               | Jerzu, Cardedu, Tertenia |
| Lanusei                                                             | Lanusei, Arzana, Elini, Ilbono, Loceri |
| Seui                                                                | Seui, Ussassai |
| Tortolì                                                             | Barisardo, Girasole, Lotzorai, Talana, Tortolì |
| Osini                                                               | Ulassai, Gairo, Osini, Perdasdefogu |
| Villagrande Strisaili                                               | Villagrande Strisaili |
| Servizio territoriale ispettorato ripartimentale di Nuoro           | |
| Aritzo                                                              | Aritzo, Belvì (parte), Gadoni, Seulo |
| Bitti                                                               | Bitti, Onanì, Osidda |
| Bolotana                                                            | Bolotana, Dualchi, Lei, Noragugume, Ottana, Silanus |
| Bosa                                                                | Bosa, Flussio, Magomadas, Modolo, Montresta, Sagama, Suni, Tinnura |
| Dorgali                                                             | Dorgali |
| Escalaplano                                                         | Escalaplano, Esterzili, Orroli, Sadali |
| Gavoi                                                               | Gavoi, Fonni, Ollolai, Olzai |
| Isili                                                               | Isili, Escolca, Gergei, Nurri, Serri, Villanova Tulo |
| Laconi                                                              | Laconi, Genoni, Meana Sardo, Nuragus, Nurallao |
| Lula                                                                | Lula, Lodè, Torpè |
| Macomer                                                             | Macomer, Birori, Borore, Bortigali, Sindia |
| Nuoro                                                               | Nuoro, Mamoiada, Orune |
| Orani                                                               | Orani, Oniferi, Orotelli, Sarule |
| Orgosolo                                                            | Orgosolo, Oliena |
| Orosei                                                              | Orosei, Galtellì, Irgoli, Loculi, Onifai |
| Siniscola                                                           | Siniscola, Budoni, Posada, San Teodoro |
| Sorgono                                                             | Sorgono, Atzara, Austis, Ortueri, Teti |
| Tonara                                                              | Tonara, Desulo, Ovodda, Tiana, Belvì (parte) |
| Servizio territoriale ispettorato ripartimentale di Oristano        | |
| Ales                                                                | Ales, Albagiara, Assolo, Baradili, Baressa, Gonnoscodina, Gonnosnò, Gonnostramatza, Masullas, Morgongiori, Nureci, Pau, Pompu, Senis, Siris, Simala, Sini, Villa Verde |
| Cuglieri                                                            | Cuglieri, Scano Montiferro, Sennariolo, Tresnuraghes |
| Ghilarza                                                            | Ghilarza, Abbasanta, Aidomaggiore, Boroneddu, Norbello, Paulilatino, Sedilo, Tadasuni                                                                                  |
| Marrubiu                                                            | Marrubiu, Arborea, Mogoro, San Nicolò d'Arcidano, Santa Giusta, Terralba, Uras                                                                                         |
| Neoneli                                                             | Neoneli, Ardauli, Bidonì, Nughedu Santa Vittoria, Sorradile, Ula Tirso                                                                                                 |
| Oristano                                                            | Oristano, Baratili San Pietro, Bauladu, Cabras, Nurachi, Palmas Arborea, Riola Sardo, San Vero Milis, Siamaggiore, Simaxis, Solarussa, Tramatza, Zerfaliu, Zeddiani    |
| Seneghe                                                             | Seneghe, Bonarcado, Narbolia, Santulussurgiu, Milis |
| Samugheo                                                            | Seneghe, Allai, Asuni, Busachi, Ruinas, Villa Sant'Antonio |
| Villaurbana                                                         | Villaurbana, Fordongianus, Mogorella, Ollastra Simaxis, Siamanna, Siapiccia, Usellus, Villanova Truschedu                                                              |
| Servizio territoriale ispettorato ripartimentale di Sassari         | |
| Alghero                                                             | Alghero, Olmedo |
| Asinara                                                             | Isola dell'Asinara (Porto Torres), Stintino |
| Benetutti                                                           | Benetutti, Bultei, Nule |
| Castelsardo                                                         | Castelsardo, Santa Maria Coghinas, Tergu, Valledoria |
| Bono                                                                | Bono, Anela, Burgos, Bottidda, Esporlatu, Illorai |
| Bonorva                                                             | Bonorva, Cossoine, Giave, Mara, Padria, Pozzomaggiore, Semestene |
| Budduso                                                             | Buddusò, Alà dei Sardi |
| Ittiri                                                              | Ittiri, Putifigari, Ossi, Tissi, Uri, Usini |
| Nulvi                                                               | Nulvi, Bulzi, Chiaramonti, Laerru, Martis, Sedini |
| Ozieri                                                              | Ozieri, Ardara, Ittireddu, Mores, Nughedu San Nicolò |
| Pattada                                                             | Pattada |
| Ploaghe                                                             | Ploaghe, Cargeghe, Codrongianos, Florinas, Muros, Osilo |
| Sassari                                                             | Sassari, Porto Torres, Sennori, Sorso, Stintino |
| Thiesi                                                              | Thiesi, Banari, Bessude, Bonnanaro, Borutta, Cheremule, Siligo, Torralba                                                                                               |
| Villanova Monteleone                                                | Villanova Monteleone, Monteleone Rocca Doria, Romana |
| Servizio territoriale ispettorato ripartimentale di Tempio Pausania | |
| Berchidda                                                           | Berchidda |
| Bortigiadas                                                         | Bortigiadas, Erula, Perfugas |
| Calangianus                                                         | Calangianus, Luras, Sant'Antonio di Gallura |
| La Maddalena                                                        | aree terrestri e marine dell'arcipelago di La Maddalena |
| Luogosanto                                                          | Luogosanto, Aglientu |
| Monti                                                               | Monti, Telti |
| Olbia                                                               | Olbia, Arzachena, Golfo Aranci |
| Oschiri                                                             | Oschiri, Berchidda, Tula |
| Padru                                                               | Padru, Loiri Porto San Paolo |
| Palau                                                               | Palau, Santa Teresa di Gallura |
| Tempio Pausania                                                     | Tempio Pausania, Aggius |
| Trinita d'Agultu e Vignola                                          | Trinità d'Agultu e Vignola, Badesi, Viddalba |
| Le basi logistico operative navali con lo STIR di appartenenza      | |
| Alghero                                                             | Sassari |
| Cagliari                                                            | Cagliari |
| Olbia                                                               | Tempio |
| Oristano                                                            | Oristano |
| Palau                                                               | Tempio |
| Porto Torres                                                        | Sassari |
| Sant'Antioco                                                        | Iglesias |
| Siniscola                                                           | Nuoro |
| Tortolì-Arbatax                                                     | Lanusei |
| Villasimius                                                         | Cagliari |